# Red Sky
Red Sky ist ein 2014 für den DVD-Vertrieb produzierter Actionfilm des Regisseurs Mario van Peebles mit Cam Gigandet, Shane West und Rachael Leigh Cook. Adam Prince und Van Peebles schrieben das Drehbuch basierend auf einer Geschichte von Nikolay Suslov und Dave Riggs, die wiederum auf Charakteren aus dem Roman Kerosin Cowboys: Manning the Spare von Randy Arrington basiert. Es ist eine russisch-amerikanische Koproduktion (Svarog Films und Afterburns Films), unterstützt von russischen und amerikanischen Streitkräften. Der Film wurde als Top-Gun-Stil-Film über Piloten eines Elite-Marinekampfgeschwaders beschrieben, die Handlung gleicht aber in weiten Teilen der von der Der stählerne Adler II, insbesondere was die Gemeinschaftsmission von Amerikanern und Russen betrifft.

## Handlung
Im Jahr 2001 wird zwei amerikanischen Marinepiloten im Irak – Butch Masters und Tom Craig – befohlen, eine verlassene Fabrik zu bombardieren. Der Befehl stellt sich als falsch heraus. Amerikanische Experten werden in der Anlage getötet. Eine geheime chemische Vorrichtung, genannt „Rainmaker“, entworfen, um Ölfelder zu zerstören, wird gestohlen. Das Militärgericht kann die Absichten der Piloten nicht beweisen und entlässt sie unehrenhaft. Nach sieben Jahren ist Craig reich und berühmt. Er verwaltet ein privates Pilotenteam, arbeitet für Top Gun und für Filme. Masters ist ein Mechaniker auf einem kleinen Flughafen. Er versucht immer noch, seinen alten Fall zu untersuchen und träumt von seinem eigenen Pilotenteam. Um eine Lizenz für russische Jets zu bekommen, geht Masters nach St. Petersburg, wo er alte Freunde und neue Probleme trifft. Gleichzeitig plant eine militante kurdische Gruppe, ein Gebiet im  Nordirak zu besetzen und dort einen neuen kurdischen Staat zu gründen. Sie wollen den „Rainmaker“ benutzen, um dort Ölfelder zu zerstören und das Gebiet für Amerikaner uninteressant zu machen. Die Basis der Terroristen befindet sich im Nordiran und kann nicht vom US-Militär erreicht werden. Die Navy-Aufklärung bietet Masters an, dass er eine geheime inoffizielle Mission in den Iran mit einem Team von pensionierten Piloten unternimmt, um seinen Namen reinzuwaschen. Mit unmarkierten Flugzeugen müssen sie die Basis bombardieren und „Rainmaker“ zerstören. Zum Tode verurteilt, von Freunden verraten und in der syrischen Wüste zurückgelassen, finden Masters und sein Team unerwartete Unterstützung bei der Kunstflugstaffel Russische Ritter. Russen und Amerikaner fliegen gemeinsam in die letzte Schlacht.

## Kritiken
- Lexikon des internationalen Films schrieb: „Technisch modernisierter, inhaltlich altbackener „Top Gun“-Aufguss, der allenfalls in den zahlreichen Flugsequenzen überzeugt, ansonsten nur hohle Männlichkeitsposen und politische Naivität verbreitet.“[5]
- Auf Rotten Tomatoes erhielt Red Sky einen „audience score“ von 11 %.[6]

## Produktion

### Musik
Die Filmmusik wurde von Timothy Williams beigetragen. Der Soundtrack wurde am 5. August 2014 digital veröffentlicht.

### Synchronisation
Die deutsche Synchronisation übernahm Think Global Media.
| Rolle                 | Schauspieler        | Deutscher Sprecher |
| --------------------- | ------------------- | ------------------ |
| Butch „Cobra“ Masters | Cam Gigandet        | Dennis Schmidt-Foß |
| Tom „Rodeo“ Craig     | Shane West          | Wanja Gerick       |
| Karen Brooks          | Rachael Leigh Cook  | Giuliana Jakobeit  |
| Jason Cutter          | Mario van Peebles   | Gerald Paradies    |
| John Webster          | Bill Pullman        | Detlef Bierstedt   |
| Arliss Skidmore       | Jason Gray-Stanford | Peter Flechtner    |
| Temir Ajar            | Wali Razaqi         | Tayfun Bademsoy    |